# موج صفر
موج صفر (به اسپانیایی: Onda Cero) یک ایستگاه رادیویی اسپانیایی، بخشی از گروه رسانه ای آترسمدیا است. این سومین ایستگاه رادیویی اسپانیا از نظر تعداد شنوندگان تا سال ۲۰۱۹ میلادی است.
از جمله برنامه‌های آن می‌توان به: بیش از یک، جولیا روی موج، قطب‌نما، ترانزیستور، بالاخره دوشنبه نشد (با جیمی کانتیزانو و آمریکا والنزوئلا) و رادیواستادیو اشاره کرد.